# Danh sách nước châu Á theo GDP (PPP) năm 2005
Dưới đây là danh sách các nước châu Á xếp thứ tự tổng sản phẩm quốc nội (GDP) tính theo sức mua tương đương (PPP). Với giá dollar quốc tế tại thời điểm năm 2005. Các nước thuộc khu vực Thái Bình Dương tính vào châu Á như Úc, New Zealand... Thổ Nhĩ Kỳ và Síp không được tính trong danh sách này do kinh tế và văn hóa gần gũi với các quốc gia châu Âu hơn. Những nước thuộc khối Liên Xô cũng không tính trong danh sách các nước Á châu.
| Châu Á | Thế giới | Quốc gia                                             | triệu GDP (PPP) theo đôla quốc tế (2005) |
| ------ | -------- | ---------------------------------------------------- | ---------------------------------------- |
| 1      | 2        | Trung Quốc (không tính Hong Kong. Macau.và Đài Loan) | $8.091.851                               |
| 2      | 3        | Nhật Bản                                             | $4.009.327                               |
| 3      | 4        | Ấn Độ                                                | $3.602.894                               |
| 4      | 12       | Hàn Quốc                                             | $1.099.066                               |
| 5      | 15       | Indonesia                                            | $863.654                                 |
| 6      | 16       | Úc                                                   | $638.713                                 |
| 7      | 17       | Trung Hoa dân quốc (Đài Loan)                        | $629.858                                 |
| 8      | 19       | Iran                                                 | $560.348                                 |
| 9      | 20       | Thái lan                                             | $559.489                                 |
| 10     | 25       | Philippines                                          | $409.445                                 |
| 11     | 26       | Pakistan                                             | $392.526                                 |
| 12     | 28       | Ả Rập Xê Út                                          | $337.268                                 |
| 13     | 31       | Bangladesh                                           | $303.655                                 |
| 14     | 33       | Malaysia                                             | $289.606                                 |
| 15     | 39       | Việt Nam                                             | $231.644                                 |
| (16)   | (40)     | Hong Kong. Trung Quốc                                | $226.766                                 |
| 16     | 51       | Israel                                               | $154.174                                 |
| 17     | 54       | Singapore                                            | $124.001                                 |
| 18     | 56       | Các Tiểu vương quốc Ả Rập thống nhất                 | $111.027                                 |
| 19     | 57       | New Zealand                                          | $101.582                                 |
| 20     | 58       | Iraq                                                 | $89.800                                  |
| 21     | 61       | Sri Lanka                                            | $85.155                                  |
| 22     | 63       | Myanma                                               | $78.564                                  |
| 23     | 64       | Syria                                                | $72.174                                  |
| 24     | 77       | Kuwait                                               | $44.675                                  |
| 25     | 84       | Nepal                                                | $39.815                                  |
| 26     | 85       | Oman                                                 | $39.559                                  |
| 27     | 92       | Triều Tiên                                           | $30.880                                  |
| 28     | 94       | Campuchia                                            | $30.579                                  |
| 29     | 100      | Jordan                                               | $26.741                                  |
| 30     | 104      | Liban                                                | $23.638                                  |
| 31     | 105      | Qatar                                                | $23.584                                  |
| 32     | 109      | Afghanistan                                          | $21.500                                  |
| 33     | 112      | Yemen                                                | $19.324                                  |
| 34     | 123      | Bahrain                                              | $15.796                                  |
| 35     | 126      | Papua New Guinea                                     | $14.343                                  |
| 36     | 133      | Lào                                                  | $12.101                                  |
| (37)   | (139)    | Macau. Trung Quốc                                    | $9.100                                   |
| 37     | 139      | Brunei                                               | $9.009                                   |
| 38     | 150      | Fiji                                                 | $5.368                                   |
| 39     | 151      | Mông Cổ                                              | $5.230                                   |
| 40     | 162      | Bhutan                                               | $2.913                                   |
| 41     | 165      | Maldives                                             | $2.557                                   |
| 42     | 170      | Samoa                                                | $1.172                                   |
| 43     | 175      | Quần đảo Solomon                                     | $925                                     |
| 44     | 180      | Tonga                                                | $785                                     |
| 45     | 182      | Vanuatu                                              | $741                                     |
| 46     | 185      | Đông Timor                                           | $370                                     |
| 47     | 186      | Liên bang Micronesia                                 | $277                                     |
| 48     | 188      | Kiribati                                             | $243                                     |
| 49     | 189      | Palau                                                | $174                                     |
| 50     | 190      | Quần đảo Marshall                                    | $115                                     |
| 51     | 191      | Nauru                                                | $60                                      |
| 52     | 192      | Tuvalu                                               | $12                                      |

Tổng cộng GDP khu vực châu Á - Thái Bình Dương= $23.208.307